# Cerco de Petropavlovsk
O Cerco de Petropavlovsk foi uma batalha disputada em Petropavlovsk, na Península de Kamchatka, durante a Guerra da Crimeia. Foi a maior operação no cenário do Pacífico durante a Guerra da Crimeia. Começou em 18 de agosto de 1854, quando um esquadrão aliado de três fragatas francesas e britânicas, uma corveta, um bergantim e um barco a vapor ancoraram na baía Avancha. O esquadrão era comandado por David Price e Fevrier de Point, e tinha 218 canhões à sua disposição, comparando com os 68 canhões dos defensores da principal cidade de Kamchatka.

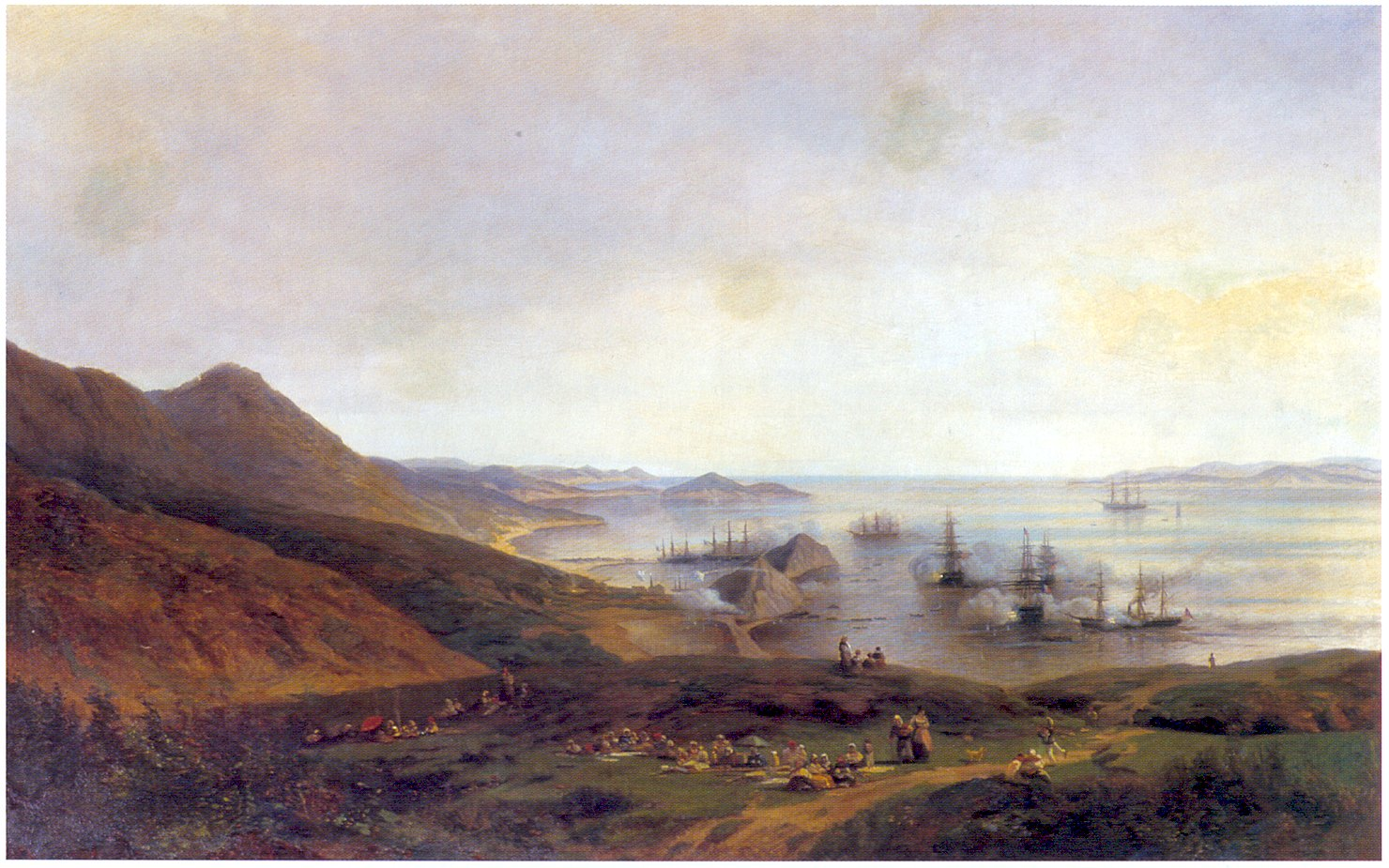
Cerco de Petropavlovsk

Dois dias depois, os aliados desembarcaram 600 soldados a sul da cidade, mas foram repelidos pela guarda de 230 homens, que depois de duro combate, os obrigou a retirar. Em 24 de agosto, cerca de 970 homens desembarcaram a oeste de Petropavlovsk, mas foram facilmente repelidos por 360 russos. Três dias depois, ao esquadrão foi atribuída a ordem de abandono de águas russas. As baixas russas estimam-se em 100 soldados, e os aliados perderam 5 vezes mais. Em abril de 1855, Nikolay Muravyov decidia evacuar a cidade por não ter forças suficientes para repelir outro ataque.